# Greater Sudbury

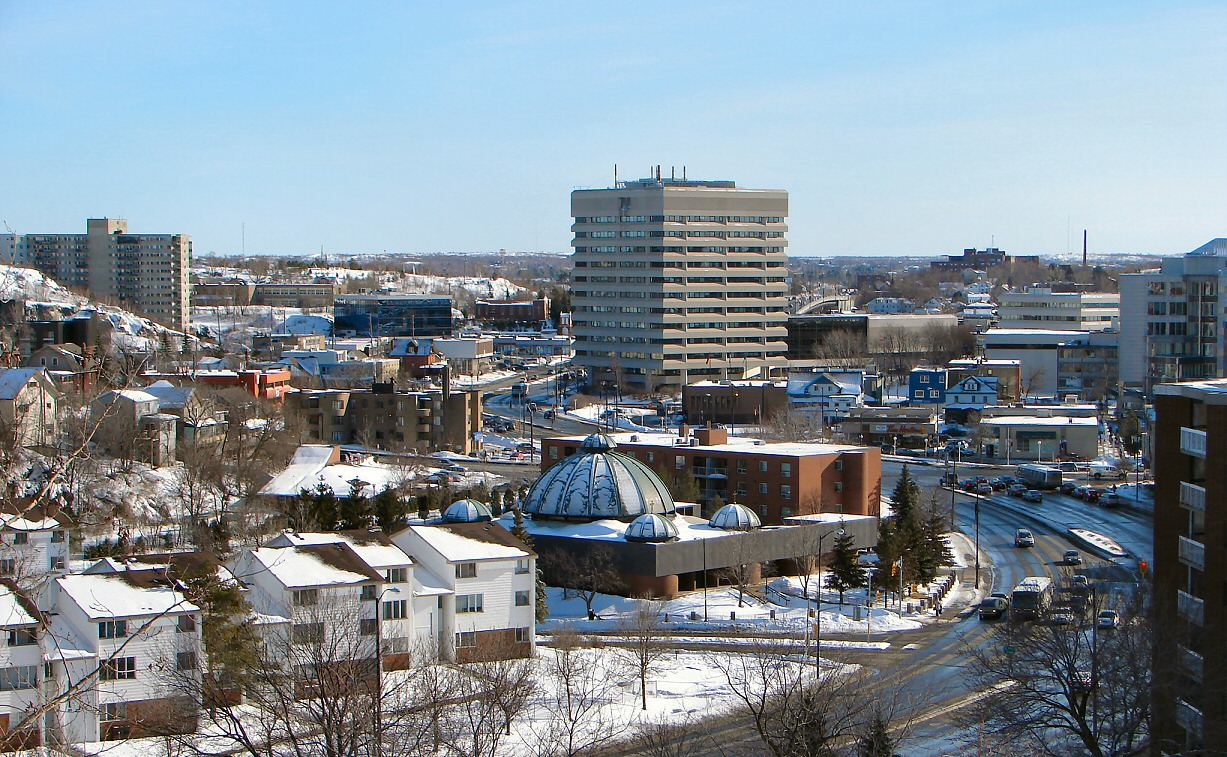
Centrala Sudbury i mars 2008.

Greater Sudbury (franska: Grand-Sudbury) är en stad i den kanadensiska provinsen Ontario belägen norr om Huronsjön. 
Staden bildades 2001 genom en sammanslagning av Sudbury och de andra kommunerna i Regional Municipality of Sudbury, och kallas ofta enbart Sudbury. Stadens ekonomi bygger på nickel- och kopparbrytning. En del av Trans-Canada Highway passerar orten.